# Gerry (Nowy Jork)
Gerry – miasto w Stanach Zjednoczonych, w stanie Nowy Jork, w hrabstwie Chautauqua.